# جاكسون مايلز أبوت
جاكسون مايلز أبوت (بالإنجليزية: Jackson Miles Abbott)‏ هو رسام وعالم طيور أمريكي، ولد في 25 يناير 1920 في فيلادلفيا في الولايات المتحدة، وتوفي في 1988 في فيرفاكس في الولايات المتحدة.